# Sinestèsia tacte-mirall
La sinestèsia tacte-mirall és una condició que causa l'experimentació de la mateixa sensació (com el tacte) que una altra persona sent. Per exemple, si la persona observa a algú tocant-se la galta, sentiria la mateixa sensació en la seva pròpia galta. La sinestèsia, en general, està descrita com la condició en què un estímul causa l'experimentació d'una sensació addicional. La sinestèsia és normalment una condició del desenvolupament; així i tot, la recerca recent ha mostrat que la sinestèsia tacte-mirall pot ser adquirida després de la pèrdua sensorial que provoca una amputació.

## Introducció
Cal tres condicions per a confirmar la presència de sinestèsia tacte-mirall. La primera condició és que la resposta sinestèsica, la qual està definida com la sensació que els sinestetes senten després d'observar algú més sent tocat, hauria de sentir-se com una experiència conscient. La segona condició és que les respostes sinestèsiques estiguin induïdes per un estímul que normalment no indueix aquella resposta. La tercera condició és que les experiències sinestèsiques han d'ocórrer automàticament, sense ser pensades prèviament. Per a examinar la prevalença d'aquesta condició, es va realitzar un estudi en l'University College London i la Universitat de Sussex. Van participar 567 estudiants de grau als quals se'ls va lliurar un qüestionari. Del qüestionari, es va determinar que aproximadament el 2,5% de la població ha experimentat símptomes de sinestèsia tacte-mirall. Altres estudis han mostrat que la prevalença és de el 1.6% de la població, significant que aquesta condició és un dels tipus més comuns de sinestèsia, juntament amb sinestèsia grafema-color (1,4%) i la sinestèsia dia-color (2,8%). En aquest moment es creu que hi ha dos subtipus de la condició. El primer tipus causa que una persona senti sensacions en la part del seu cos que reflecteix el tacte observat. El segon tipus causa que una persona senti sensacions en el mateix costat del seu cos que el tacte observat.
Els estudis han intentat definir més explícitament la intensitat de les respostes sinestèsiques. En aquests estudis, es demana als participants que observin una altra persona essent tocada i comentar que tipus de resposta sinestèsica experimenten. En un cas particular, es van usar clips de vídeo per a mostrar diferents tipus de tacte observat. La intensitat del tacte sinestèsic no es veu afectada per la localització del tacte observat (braç, cama, mà, etc.); No obstant això, a vegades és afectada per l'orientació espacial del tacte observat. Quan es toquen les mans creuades, les mans es desxifren en la percepció dels sinestèsics. No obstant això, quan la mà observada és al revés, el tacte observat no es gira. La intensitat tampoc es veu afectada si l'acte observat consisteix en el fet que algú es toqui a si mateix, en lloc de tocar-ho. A més, el tipus d'objecte que realitza el tacte té un efecte significatiu sobre la intensitat de la resposta. Si s'usa un dit o una punta de ganivet, s'experimenta una intensitat molt major que si s'usa una ploma. Finalment, veure un maniquí que es toca disminueix la intensitat del tacte observat significativament. Per aquesta raó, se sospita que per a experimentar un toc sinestèsic, els sinestèsics han d'observar algú que és capaç de sentir sensacions.
Les respostes tàctils del mirall no es limiten a la sensació tàctil. Els sinestèsics tàctils del mirall tenen una major capacitat de sentir empatia que els no sinestèdics i, per tant, poden sentir les mateixes emocions que algú pot sentir. A més, algunes persones experimenten dolor en observar a una altra persona en el dolor, i aquesta és una condició generalment desenvolupada des del naixement. Aproximadament el 30% de la població normal experimenta alguna forma d'aquesta condició i al voltant del 16% dels amputats reporten dolor sinestèsic després d'una amputació. Aquesta condició pot ser adquirida o desenvolupada. En la condició congènita, els sinessètics experimenten dolor en la mateixa localització que el dolor observat. No obstant això, en la condició adquirida, el dolor d'alta intensitat se sent en el mateix lloc que el trauma.

## Casos detectats
El primer cas reportat de sinestèsia per contacte amb el mirall va ocórrer en el 2005 en una pacient anomenada C. En observar a una altra persona sent tocada, també experimentava el mateix tacte en el seu cos. Encara que havia experimentat aquesta sensació durant tota la seva vida, no es va adonar que era anormal fins que la hi va informar una altra persona. Ella era una persona sana, d'altra banda. Després d'adonar-se que la seva percepció era anormal, es va adonar que el seu cosí germà també té sinestèsia tàctil de mirall, per tant, l'evidència que es passa genèticament ja través del cromosoma X.

### Casos adquirits
Un pacient de sexe masculí, anomenat D. N., va sofrir un vessament cerebral i va experimentar paràlisi juntament amb pèrdua de sensibilitat en el costat esquerre del seu cos. Si els estímuls eren amagats de la seva vista, no podia sentir cap sensació. No obstant això, quan podia visualitzar estímuls, seria capaç de sentir-los. Fins i tot si D.N. creia que el tocaven, sentia els estímuls. Un experiment s'hi va conduir: ell mirava un vídeo del seu braç esquerre que era tocat i li va ser dit que era un vídeo en temps real del seu braç esquerre que era tocat. Encara que ningú no el va tocar, D.N. encara va experimentar sensacions on va veure que el seu braç era estimulat en el vídeo.
S'ha suggerit que els símptomes de la sinestèsia amb mirall-tacte poden ocórrer en amputats. El 98% dels amputats reporten sensacions fantasmes en la seva extremitat amputada, i un dels tractaments estudiats per al dolor de membre fantasma ha involucrat una caixa de miralls. En aquest tractament, l'amputat col·loca el seu braç bo en una caixa de miralls, permetent que la imatge del braç reflecteixi on normalment estaria el braç amputat. Quan s'aplica el toc al braç bo, els amputats han informat sensacions corresponents en el seu membre fantasma. Aquests casos poden considerar-se sinestèsia mirall-tàctil perquè un estímul visual va ser capaç de provocar una sensació tàctil. Els estudis han examinat més a fons per a determinar si els amputats realment experimenten sinestèsia tàctil de mirall. Quatre amputats van ser reclutats en un estudi i li van demanar que observés el braç d'un assistent tocat en diversos angles. 61 dels 64 assajos van experimentar sensacions de contacte amb el mirall, i quan el braç va ser mogut, les sensacions van ser millorades. Finalment, un amputat va experimentar una sensació de fred en observar galledes de gel tocant el braç de l'assistent. Encara que hi ha evidència que la sinestèsia amb mirall-tacte es produeix en amputats, les dades recents no han estat concloents.

## Mecanismes possibles

### Assumptes no sinestèsics
En la majoria de les persones, diverses parts del cervell s'activen quan s'observa el tacte, particularment en el sistema motor. Les neurones mirall, descobertes recentment en els micos, juguen un paper a ajudar a percebre l'acció. Estudis en micos han demostrat que les neurones mirall en l'escorça premotora ventral foc tant quan els micos fan tasques i quan els micos veure altres micos fent la mateixa tasca. Encara que el descobriment de les neurones mirall es va fer en bufons estudis recents han suggerit que un sistema de mirall similar funciona en els éssers humans. A més, s'ha demostrat que el sistema de miralls és selectiu només per a accions biològiques. En observar a un altre ésser humà que agarra un objecte, hi ha un augment en l'activació de l'escorça premotora. No obstant això, en veure un robot agarrar un objecte, no hi ha tal augment.
La següent és una llista de regions en les quals es va observar una major activació:
- Corneta premotora
- Escorça insular
- Solc temporal superior
- Gir fusiforme
- S1 bilateral
- S2 bilateral

El gir fusiforme, SI bilateral i SII, escorça premotora i solc temporal superior s'activen generalment quan s'observa el contacte amb el cap o el coll d'una altra persona. En particular, la presentació visual de les cares activa el gir fusiforme i el solc temporal superior. Igual que en l'escorça premotora, l'activació en aquestes àrees és major quan s'observen accions biològiques o accions realitzades per un altre ésser humà. L'activació en S1 es va organitzar somatotòpicament, és a dir, organitzada segons la part del cos que s'estava tocant. Finalment, en observar el tacte al costat esquerre del rostre o coll humà, s'activa el SI dret, i en observar el tacte al costat dret d'un rostre o coll humà, s'activa el SI esquerre.

### En la sinestèsia amb toc de mirall
Hi ha tres teories principals per a la presència de la sinestèsia de mirall-tacte. La primera teoria afirma que el sistema de mirall somatosensorial, que modula el tacte observat i el tacte del tacte, té activacions que estan per sota d'un llindar particular en les persones normals. Quan les activacions estan per sota d'aquest llindar, una persona pot percebre i comprendre el tacte observat. Se suggereix que la sinestèsia tàctil del mirall es produeix quan s'excedeix aquest llindar. Això resulta en sinestetes que creuen que el tacte realment ocorre en llur propi cos. La majoria de les dades donen suport a aquesta teoria. En general, les activacions en SI i SII són significativament majors en sinesthetes que en no-sinestetes. També hi ha una activació significativament major en l'escorça premotora. També se sospita que hi ha una àrea del cervell que només s'activa en els sinestèsics de contacte amb el mirall quan s'observa el tacte, però no en els sinestèsics. Els estudis han demostrat que l'ínsula anterior és accionada en sinestèsies de tacte de mirall, però no s'activa en no-sinestetes, quan s'observa el tacte. Es creu que l'ínsula anterior mitjana la percepció conscient del tacte i està implicada en l'acte-processament.
La segona teoria proposa que el sistema visual i somatosensorial en persones amb sinestèsia tàctil de mirall estan directament connectats de tal manera que és únic a aquests sinestèsics. Si això és cert, llavors no seria exacte dir que els mateixos mecanismes implicats en la sinestèsia de mirall-tacte s'utilitzen en els no-sinestetes. La tercera teoria involucra cèl·lules bimodals en l'escorça parietal, específicament en el solc intraparietal. Se suggereix que, en observar el tacte, les cèl·lules bimodals per als estímuls visuals i tàctils s'activen per sobre de cert llindar.

## Verificació de la presència de la sinestèsia tacte-mirall en estudis de recerca
La majoria dels estudis sobre la sinestèsia tacte-mirall verifiquen l'existència de la malaltia a través d'una varietat de mètodes. Una forma és a través d'una tasca d'interferència sensorial. En aquestes tasques, als participants se'ls toca la galta esquerra, la galta dreta o no, i se'ls demana que observin a un assistent tocat. En estudis congruents, l'ajudant és tocat en el mateix lloc que el participant és tocat. En estudis incongruents, els participants es toquen en àrees diferents de les de l'assistent. Als subjectes se'ls demana que denunciïn on asseguin la sensació. Per a alguns participants, si el tacte observat ocorre en la galta dreta, senten un toc sinestèsic en la seva galta esquerra, i això es diu correspondència especular. Si el tacte sinestèsic se sent en la galta dreta, se'n diu correspondència anatòmica. La majoria dels casos de sinestèsia de tacte de mirall inclouen correspondència especular. La taxa d'errors es calcula, i s'espera que ocorri una major taxa d'error en subjectes sinestèsics en comparació amb subjectes no sinestèsics.

## Lligam amb l'empatia
Els estudis han plantejat la hipòtesi que l'empatia és experimentada per un procés de simulació. Quan veiem a algú sentint-se feliç, els mateixos circuits neuronals usats per a fer-los sentir feliços són activats en el nostre cervell. Atès que els sinestèsics de tacte de mirall han augmentat l'activació dels sistemes de mirall, sembla probable que també experimentarien una major empatia, i això s'ha confirmat. Els sinestetes del tacte del mirall experimenten més empatia que no-sinestetes. Això es va determinar utilitzant el quocient d'empatia, que té tres escales principals: empatia cognitiva, reactivitat emocional i habilitats socials. Els sinestèsics tàctils reflectits van mostrar puntuacions d'empatia significativament més altes en la reactivitat emocional que en els controls. No obstant això, els sinestèsics no van mostrar puntuacions més altes en empatia cognitiva i habilitats socials. Així, l'empatia és multifacètica, i el sistema de miralls tàctils pot no ser plenament responsable de la capacitat de sentir empatia.
Altres maneres d'investigar el paper del sistema de la neurona mirall en l'empatia han estat amb la dolor i el desplaer. Respecte a la dolor, quan s'apliquen estímuls dolorosos a les mans dels subjectes, les neurones de l'escorça cingulada anterior van disparar. No obstant això, en observar els estímuls dolorosos que s'apliquen a les mans d'una altra persona, les mateixes neurones van disparar. L'escorça cingulada anterior també es va activar quan s'observava a persones que serien estimulades dolorosament en un moment posterior. Per tant, les àrees cerebrals responsables de respondre al dolor s'activen mentre experimenten dolor, observant que algú experimenta dolor i observant a algú que experimentaria dolor posteriorment. L'ínsula, que s'activa després que una persona experimenta repugnància, també s'activa quan observa cares que expressen disgust, i la intensitat de la interacció és directament proporcional al nivell de desplaer en la cara observada. Finalment, la incapacitat d'experimentar les emocions condueix a la disminució de la capacitat de reconèixer les mateixes emocions en els altres. Els pacients amb lesions cerebrals que els impedeixen experimentar repugnància podrien reconèixer el disgust en les cares dels altres.